# Saint Joseph (Ribera)
Pour les articles homonymes, voir Saint Joseph.
Saint Joseph est une peinture  de José de Ribera datant de 1635 environ, conservée au musée des beaux-arts de Montréal.

## Histoire
Le tableau entre dans le musée par le legs William J. Morrice en 1943 dans la collection Art international ancien et moderne du MBAM, maintenant installée dans le pavillon Jean-Noël Desmarais au niveau 4.

## Iconographie
Saint Joseph est reconnaissable (en dehors de sa présence évidente dans la Nativité de Jésus) par son attribut, un bâton fleuri, visible également dans les représentations de son mariage avec la Vierge Marie, fleurs qui le font reconnaître comme prétendant accepté. 

## Description
Joseph, âgé, barbu,  est vu en buste  tourné à dextre mais seuls son visage (tourné vers le ciel) et sa main se distinguent de la noirceur du fond et du ténébrisme du décor. On aperçoit au-dessus de la main quelques fleurs que l'on imagine au bout de son bâton.

## Analyse

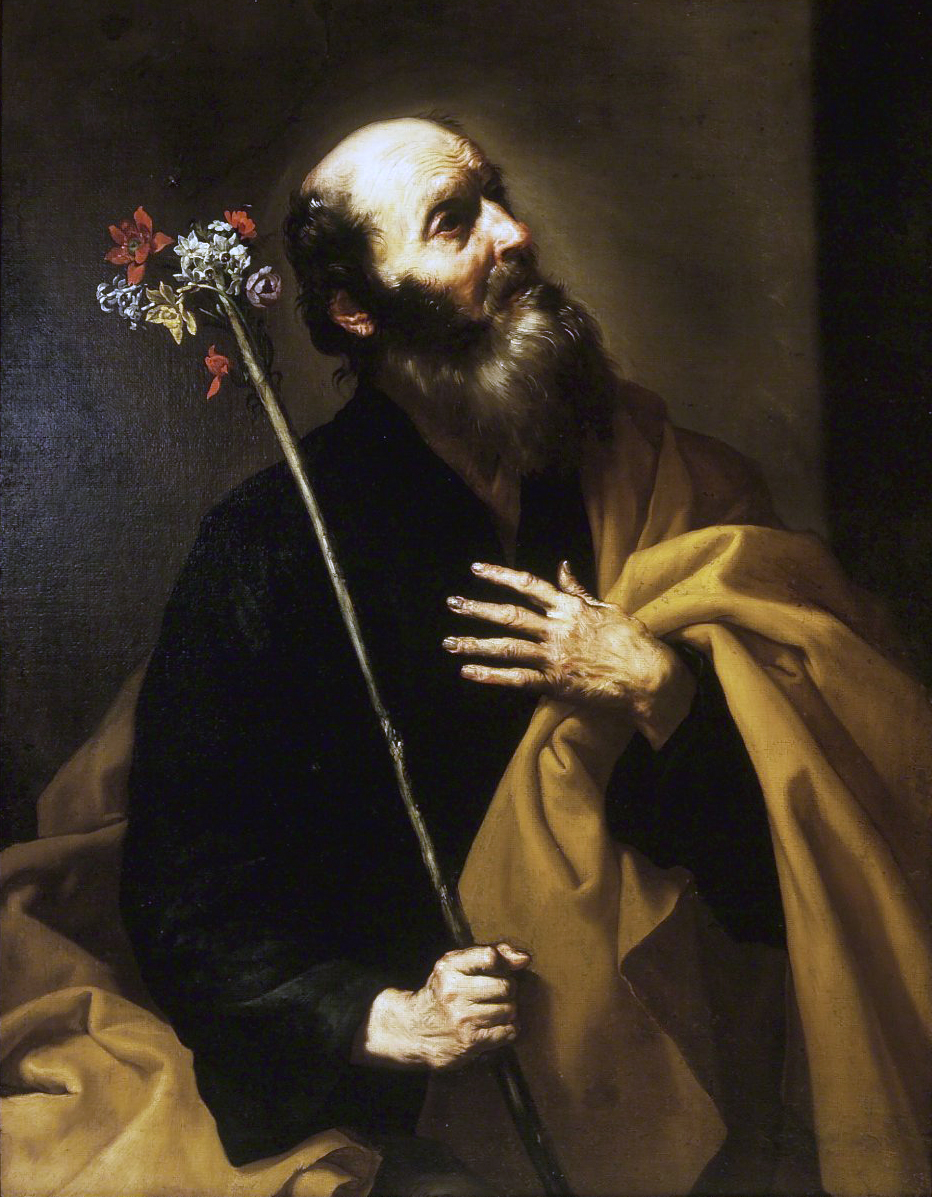
Saint Joseph et son bâton fleuri, Brooklyn Museum.

Ce tableau reprend le principe de composition  de sa  série  des portraits des douze apôtres dite Apostolado (thème en vigueur alors en Flandres et en Espagne).
Le même thème (personnage et posture) a été traité plusieurs fois (dans un style assez différent) par Ribera dont  une peinture conservée au Brooklyn Museum de New York.